# Gero Künzel
Gero Künzel (* 1962 in Erfurt) ist ein deutscher Maler.

## Leben und Werk
Gero Künzel gilt als letzter Meisterschüler des Künstlers Bernhard Heisig. Zunächst besuchte er von 1977 bis 1981 die Abendakademie der Hochschule für Grafik und Buchkunst in Leipzig, bevor er 1983 bis 1988 das Studium der Malerei bei Dietrich Burger, Volker Stelzmann und Bernhard Heisig aufnahm, bei dem er bis 1991 das Meisterschülerstudium absolvierte. Seit dem Studienabschluss arbeitet Künzel als freischaffender Künstler. Er lebt in Hausdorf und war bis 1990 Mitglied des Verbands Bildender Künstler der DDR.
In der Tradition von Oskar Kokoschka, Ernst Hassebrauk, Hartwig Ebersbach und Bernhard Heisig malt Gero Künzel seine expressiven Bilder. Mit Spachtel und Pinsel modelliert er reliefartige, dreidimensionale Gemälde. Über viele Monate arbeitet der Künstler an seine Werken. Dabei komponiert, verwirft und übermalt er die Leinwände immer wieder. Künzel hat weder Vorlagen noch Vorzeichnungen. Seine Porträtköpfe und Landschaften entstehen einzig aus einer inneren Intension heraus.
Bereits seine Diplomarbeit Porträts meiner Freunde entstand nach dieser Arbeitsmethode. Mit seinem Diplom einhergehend kamen auch erste Einzelausstellungen. Schon kurz nach der Wende stellte er in der Galerie Schwind in Frankfurt am Main aus, von der er bis heute vertreten wird.

## Werkstandorte
- Museum der bildenden Künste, Leipzig
- Moritzbastei, Leipzig
- Kunstsammlung der Sparkasse, Leipzig
- Sammlung der Deutschen Bank, Frankfurt am Main
- Galerie Kaiserslautern, Kaiserslautern
- Sächsischer Kunstfonds, Dresden
- Auswärtiges Amt, Bonn
- Commerzbank, Weißenfels
- Kunstsammlung der Universität Leipzig, Leipzig
- Berliner Bank, Berlin
- Deutsche Versicherungs AG
- Landesbausparkasse Potsdam, Potsdam
- Germanisches Nationalmuseum, Nürnberg
- Museum am Dom, Würzburg
- Hypo-Vereinsbank, München
- Justizzentrum, Meiningen
- Deutsche Bahn AG, Berlin
- Sammlung Fritz P. Mayer, Frankfurt am Main | Leipzig